# Denison, Iowa
Denison är en stad i den amerikanska delstaten Iowa med en yta av 16,1 km² och en folkmängd som uppgår till 7 339 invånare (2000). Denison är administrativ huvudort i Crawford County.

## Kända personer från Denison
- James Hansen, forskare
- Donna Reed, skådespelare